# Robert Nisbet
Pour les articles homonymes, voir Nisbet.
Robert Alexander Nisbet, né le 30 septembre 1913 à Los Angeles et mort le 9 septembre 1996 à Washington, D.C. aux États-Unis, est un sociologue conservateur américain.

## Biographie
Robert Nisbet a obtenu son Ph.D. en sociologie en 1939 à l'université de Californie à Berkeley où il a étudié sous la direction de Frederick J. Teggart (en). Après avoir servi dans l'armée des États-Unis pendant la Seconde Guerre mondiale, où il a combattu en Europe, il a fondé le département de sociologie à l'université de Californie à Berkeley, et il en fut brièvement président. En 1953, il a quitté Berkeley où régnait une certaine confusion institutionnelle pour devenir doyen à l'Université de Californie, et plus tard vice-président. Il est resté dans le système de l'université de Californie jusqu'en 1972, quand il est parti pour l'Université de l'Arizona à Tucson. Peu de temps après, il a été nommé au prestigieux Albert Schweitzer Chair à l'université Columbia.
Après sa retraite de Colombia en 1978, Robert Nisbet a continué son travail de recherche pendant huit années à l'American Enterprise Institute à Washington, D.C.. En 1988, le Président Reagan lui a demandé de s'occuper de la Jefferson Lecture in Humanities, conférence commanditée par la Fondation nationale pour les sciences humaines.
Nisbet est un des rares sociologues qui, au milieu du XXe siècle, était conservateur. Parmi ses parrains intellectuels, il convient de citer  Willmoore Kendall (en), Russell Kirk, Kenneth Minogue (en), Michael Oakeshott, Edouard Shils et Richard M. Tisserand.
En 1966, dans son ouvrage The Sociological Tradition (La tradition sociologique), il a théorisé l'apparition de cette discipline, considérant qu'elle est la conséquence de deux révolutions, l'une politique (la Révolution française), la seconde intellectuelle (la philosophie des Lumières).

## Publications
- 1953 : The Quest for Community:  A Study in the Ethics of Order and Freedom
- 1966 : The Sociological Tradition
- 1969 : Social Change and History: Aspects of the Western Theory of Development
- 1970 : The Social Bond: An Introduction to the Study of Society
- 1971 : The Degradation of the Academic Dogma: The University in America, 1945-1970
- 1973 : The Social Philosophers: Community and Conflict in Western Thought
- 1974 : The Sociology of Emile Durkheim
- 1975 : The Twilight of Authority
- Robert Nisbet, "Conservatives and Libertarians: Uneasy Cousins", Modern Age, XXIV, Hiver 1980, pages 2-8.
- 1980 : History of the Idea of Progress  (ISBN 978-0-465-03025-5 et 978-0-465-03028-6)
- 1986 : The Making of Modern Society  (ISBN 978-0-814-75761-1)
- 1986 : Conservatism : Dream and Reality  (ISBN 978-0-816-61524-7 et 978-0-816-61526-1)
- 1988 : The Present Age: Progress and Anarchy in Modern America  (ISBN 978-0-060-15902-3)
- 1992 : Teachers and Scholars: A Memoir of Berkeley in Depression and War
- 1994 : History of the Idea of Progress